# Xã Polk, Quận DeKalb, Missouri
Xã Polk (tiếng Anh: Polk Township) là một xã thuộc quận DeKalb, tiểu bang Missouri, Hoa Kỳ. Năm 2010, dân số của xã này là 768 người.